# Bisdom Kigoma
Het bisdom Kigoma (Latijn: Dioecesis Kigomaensis) is een rooms-katholiek bisdom met als zetel Kigoma in Tanzania. Het is een suffragaan bisdom van het aartsbisdom Tabora.
In 1879 vestigden de eerste witte paters zich in Ujiji aan het Tanganyikameer om de streek te kerstenen. In 1914 werd een missiepost van de witte paters geopend in Kigoma en in 1926 een tweede in Mulera. In 1946 werd het apostolisch vicariaat Kigoma opgericht. In 1953 werd dit verheven tot een bisdom en de eerste bisschop was de Nederlandse witte pater Jan Cornelius van Sambeek.
In 2019 telde het bisdom 25 parochies. Het bisdom heeft een oppervlakte van 45.056 km². Het telde in 2019 2.339.000 inwoners waarvan 24,9% rooms-katholiek was. 

## Bisschoppen
- Jan Cornelius van Sambeek, M. Afr. (1953-1957)
- James Holmes-Siedle, M. Afr. (1958-1969)
- Alphonse Daniel Nsabi (1969-1989)
- Paul Runangaza Ruzoka (1989-2006)
- Protase Rugambwa (2008-2012)
- Joseph Roman Mlola, ALCP/OSS (2014-)